# Roust
Roust er en sydvestjysk landsby, der ligger ca. 17 km nordøst for Esbjerg og 12 km sydøst for Varde i Grimstrup Sogn, Varde Kommune. Landsbyen er kendt for sin fiskesø og industri, herunder Roust Træ, der eksporterer spær og træ internationalt.

## Historie
Roust går tilbage til middelalderen. Stednavnet Rousthøje kendes fra 1449 som Rowesthøwe. Efterleddet er wist i betydningen "opholdssted".
Roust landsby bestod i 1682 af 7 gårde og 1 hus med jord. Det samlede dyrkede areal udgjorde 336,1 tønder land skyldsat til 41,62 tønder hartkorn. I tilknytning hertil lå Roust mølle. Dyrkningsmåden var græsmarksbrug med tægter..
Engang var Roust en meget kompleks landsby med, fx En skole, et mejeri og en smedje. Skolen bestod af elever fra Rousthøje, Roust og Hjortkær (Grimstrup Sogn). 

Tilbage i 1898 blev Roust brugsforening oprettet, og havde 50 års jubilæum i 1948